# Jewgenija Wladimirowna Gutnowa
Jewgenija Wladimirowna Gutnowa, geboren Zederbaum, (russisch Евгения Владимировна Гутнова; * 29. Märzjul. / 11. April 1914greg. in St. Petersburg; † 1. Oktober 1992 in Moskau) war eine sowjetische bzw. russische Mediävistin und Hochschullehrerin.

## Leben
Gutnowas Vater Wladimir Zederbaum war Revolutionär und Menschewik, der nach der Oktoberrevolution mehrfach verhaftet und 1925 nach Minussinsk verbannt wurde. Der Menschewik Julius Martow war ihr Onkel. Die Eltern trennten sich 1927.
Nach dem Schulabschluss 1930 studierte Gutnowa 1934–1939 an der Lomonossow-Universität Moskau (MGU) in der neuen Historischen Fakultät (Istfak), nachdem ihr Abel Jenukidse bei der Einschreibung geholfen hatte. Als ihr Mann, der ossetische Buchillustrator Elbrus Alexandrowitsch Gutnow (1906–1981), 1936 verhaftet wurde, stand sie allein mit einem Kleinkind und einer hilflosen Mutter, worauf ihr Jewgeni Kosminski bei der Fortführung des Studiums half. Es folgte die Aspirantur am Moskauer Institut für Geschichte der Akademie der Wissenschaften der UdSSR (AN-SSSR, seit 1991 Russische Akademie der Wissenschaften (RAN)) bei Jewgeni Kosminski mit Abschluss 1941.
Nach Beginn des Deutschen Angriffskriegs gegen die Sowjetunion war Gutnowa in Omsk und dann in Tomsk evakuiert, wo sie zunächst als Geschichtslehrerin arbeitete und darauf an der Universität Tomsk am Lehrstuhl für Mittelalter-Geschichte der Historischen Fakultät lehrte. Dort verteidigte sie im November 1942 ihre Dissertation über Thomas Carlyle mit Erfolg für die Promotion zur Kandidatin der historischen Wissenschaften, wobei Alexander Neussychin einer ihrer Opponenten war.
Für die Doktor-Aspirantur am Institut für Geschichte kehrte Gutnowa 1944 nach Moskau zurück (Abschluss 1947).
Von 1947 bis 1971 lehrte Gutnowa an der MGU am Lehrstuhl für Mittelalter-Geschichte der Istfak (ab 1948 als Dozentin, ab 1959 als Professorin und Vizeleiterin des Lehrstuhls). Praktisch leitete sie ab 1949 den Lehrstuhl, zu dem neben verschiedenen Historikern auch Sinaida Udalzowa gehörte. Sie verteidigte 1956 ihre Doktor-Dissertation über die sozialpolitische Geschichte Englands im 13. Jahrhundert im Hinblick auf das entstehende Englische Parlament mit Erfolg für die Promotion zur Doktorin der historischen Wissenschaften. Ihre Opponenten waren Alexander Samoilo, Wiktor Semjonow und Nina Sidorowa. Schülerinnen Gutnowas sind bzw. waren Natalija Bassowskaja, Lorina Repina, Adelaida Swanidse und Nina Chatschaturjan.
Daneben war Gutnowa von 1951 bis 1989 wissenschaftliche Mitarbeiterin des Instituts für Geschichte (seit 1968 Institut für Allgemeine Geschichte der AN-SSSR/RAN) und danach Beraterin.
Gustowas Sohn war der Architekt Alexei Gutnow (1937–1986). Sie war kein Mitglied der KPdSU. Sie starb am 1. Oktober 1992 in Moskau und wurde auf dem Kunzewoer Friedhof begraben.